# كفر مجاهد
قرية كفر مجاهد هي إحدى القرى التابعة لمركز كوم حمادة في محافظة البحيرة في جمهورية مصر العربية. حسب إحصاءات سنة 2006، بلغ إجمالي السكان في كفر مجاهد 4884 نسمة، منهم 2464 رجل و2420 امرأة.